# Viktor Grošelj
Viktor Grošelj (* 3. června 1952 Lublaň) je slovinský horolezec. Grošelj má na svém kontě 10 ze 14 vrcholů nad 8000 metrů a stal se prvním Slovincem, který vylezl na nejvyšší vrcholy všech kontinentů.

## Horolezecké úspěchy
Grošelj se narodil v roce 1952 v hlavním městě Slovinska Ljublani. Horolezectví se věnuje od svých 15 let, v 18 ztratil v Alpách bratra. Roku 1975 vystoupil úspěšně na svou první osmitisícovku Makalu, kde vytvořil s dalšími členy Jugoslávské expedice obtížnou trasu v jižní stěně. Mezi lety 1984 a 1993 vystoupil na 9 osmitisícových vrcholů. Čo Oju zdolal Grošelj dvakrát, stal se prvním Slovincem na osmi osmitisícovkách, včetně K2. Při výstupech na Makalu, Mount Everest a Kančendžengu použil umělý kyslík. Kromě horolezectví se věnuje i psaní knih, vzdělávání nebo přednášení. Působil i jako horský vůdce a člen sdružení za ochranu horské přírody.

## Úspěšné výstupy na osmitisícovky
- 1975 Makalu (8465 m) – nová cesta jižní stěnou
- 1984 Manáslu (8163 m)
- 1986 Broad Peak (8047 m)
- 1986 Gašerbrum II (8035 m)
- 1988 Čo Oju (8201 m)
- 1989 Lhoce (8516 m)
- 1989 Mount Everest (8849 m)
- 1989 Šiša Pangma (8013 m)
- 1991 Kančendženga (8586 m)
- 1993 K2 (8611 m)
- 2001 Čo Oju (8201 m)

## Výstupy na nejvyšší hory kontinentů
- 1975 Mont Blanc (4808 m)
- 1985 Kilimandžáro (5895 m)
- 1987 Aconcagua (6961 m)
- 1988 Denali (6190 m)
- 1989 Mount Everest (8849 m)
- 1990 Elbrus (5642 m)
- 1997 Vinson Massif (4892 m)